# 17 de abril
17 de abril é o 107.º dia do ano no calendário gregoriano (108.º em anos bissextos). Faltam 258 dias para acabar o ano.

## Eventos históricos

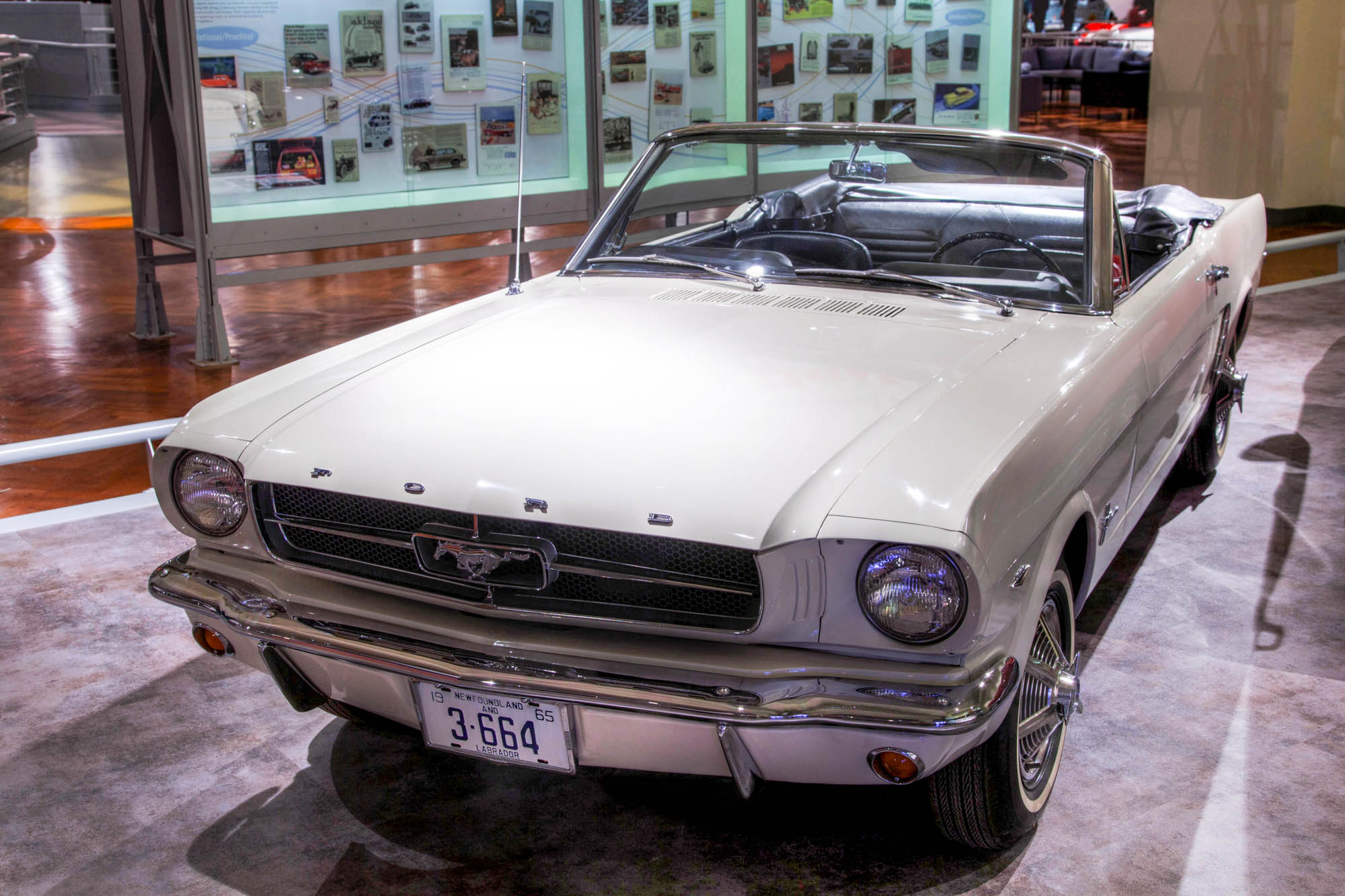
1964: Lançamento do Ford Mustang.

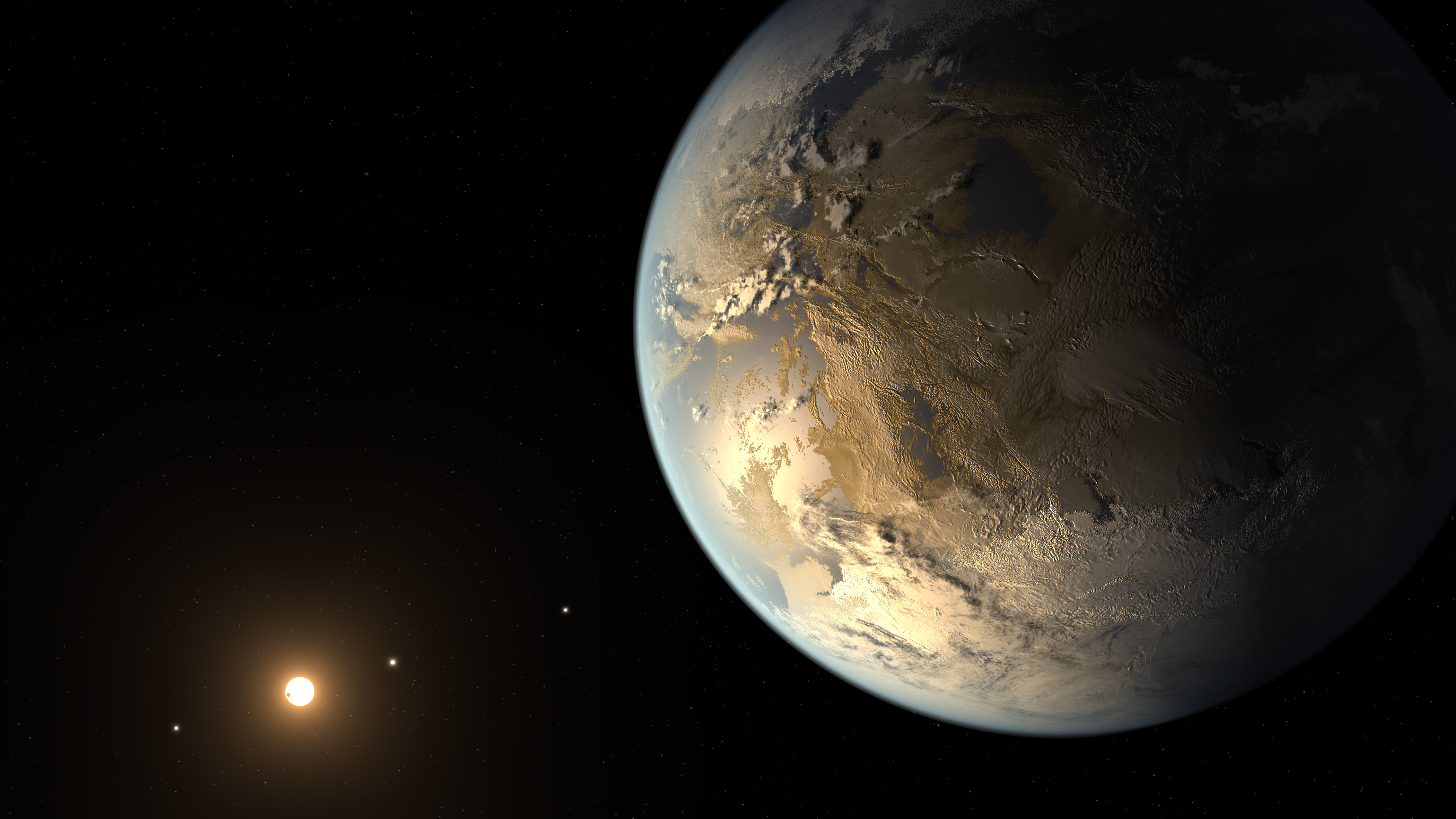
2014: Concepção artística do exoplaneta Kepler-186f.

- 1080 — O rei da Dinamarca, Haroldo III morre e é sucedido por Canuto IV, que viria a ser o primeiro dinamarquês a ser canonizado.
- 1362 — O Castelo de Kaunas cai para a Ordem Teutônica após um cerco de um mês.[1]
- 1397 — Geoffrey Chaucer apresenta Os Contos de Cantuária pela primeira vez na corte de Ricardo II de Inglaterra.
- 1492 — Espanha e Cristóvão Colombo assinam as Capitulações de Santa Fé para sua viagem à Ásia para adquirir especiarias.
- 1521 — Começa o julgamento de Martinho Lutero sobre seus ensinamentos durante a Dieta de Worms. Inicialmente intimidado, ele pede tempo para refletir antes de responder e é lhe concedido um dia.
- 1524 — Giovanni da Verrazano descobre a baía de Nova Iorque.
- 1555 — Após 18 meses de cerco, Siena se rende ao exército florentino-imperial. A República de Siena é incorporada ao Grão-ducado da Toscana.
- 1797
  - O tenente-general britânico Sir Ralph Abercromby ataca San Juan, Porto Rico, no que seria uma das maiores invasões dos territórios espanhóis nas Américas.
  - Cidadãos de Verona iniciam uma rebelião malsucedida de oito dias contra as forças de ocupação francesas.
- 1895 — Assinado o Tratado de Shimonoseki entre a China e o Japão. Isto marca o fim da Primeira Guerra Sino-Japonesa, e o derrotado Império Chinês da dinastia Qing é forçado a renunciar a suas reivindicações sobre a Coreia e a ceder a parte sul da província de Fengtien, Taiwan e as Ilhas Pescadores ao Japão.
- 1897 — Ocorre o incidente ufológico de Aurora.
- 1912 — Tropas russas abrem fogo contra mineiros grevistas, no nordeste da Sibéria, matando pelo menos 150 trabalhadores.
- 1922 — É firmado o Pacto de Paris entre o jovem rei deposto D. Manuel II de Portugal e sua parente distante (primeira prima uma vez removida) a já idosa Dona Aldegundes de Bragança. D. Manuel II era tetraneto de D. João VI e trineto de D. Pedro IV. Já Aldegundes era neta de D. João VI e filha de Dom Miguel I, irmão mais novo de D. Pedro IV.
- 1941 — Segunda Guerra Mundial: o Reino da Iugoslávia se rende a Alemanha.
- 1942 — Segunda Guerra Mundial: Prisioneiro de guerra francês, general Henri Giraud, escapa de sua prisão no castelo da Fortaleza de Königstein.
- 1945 — Segunda Guerra Mundial: as forças brasileiras libertam dos nazistas a cidade de Montese, na Itália.
- 1946 — Síria obtém a sua independência da ocupação francesa.
- 1949 — À meia-noite a Irlanda se proclama uma república (até então era uma monarquia independente desde 1922 mas que estava em união pessoal com o Reino Unido) e abandona a Comunidade Britânica de Nações, da qual nunca regressou.
- 1961 — Invasão da Baía dos Porcos: um grupo de exilados cubanos financiados e treinados pela CIA desembarcam na baía dos Porcos, em Cuba com o objetivo de derrubar Fidel Castro.
- 1964 — Lançamento do Ford Mustang.
- 1969 — Alexander Dubček, líder do Partido Comunista da Tchecoslováquia, é destituído do cargo.
- 1970 — Programa Apollo: a malfadada nave espacial Apollo 13 retorna à Terra em segurança.
- 1971 — Fundação da República Popular do Bangladesh pelo Sheikh Mujibur Rahman em Mujibnagor.
- 1975 — O Khmer Vermelho toma a capital do Camboja, Phnom Penh, e depõe o General Lon Nol. É anunciado o "Ano Zero" e fundada a República da Kampuchea Democrática.
- 1978 — Mir Akbar Khyber é assassinado, provocando a Revolução de Saur no Afeganistão.
- 1986 — Um suposto estado de guerra com duração de 335 anos entre os Países Baixos e as Ilhas Scilly declarou a paz pondo fim a qualquer guerra hipotética que possa ter sido legalmente considerada existente.
- 1996 — Brasil: Massacre de Eldorado dos Carajás.
- 2003 — Anneli Jäätteenmäki toma posse como a primeira mulher primeira-ministra da Finlândia.
- 2013 — Uma explosão em uma fábrica de fertilizantes na cidade de West,  EUA, mata 15 pessoas e fere outras 160.
- 2014 — A sonda Kepler da NASA confirma a descoberta do primeiro planeta do tamanho da Terra na zona habitável de uma outra estrela.
- 2016 — A Câmara dos Deputados do Brasil aprovou o relatório que pedia o afastamento da presidente Dilma Rousseff.
- 2019 — Ex-presidente do Peru, Alan García, suicida-se em meio a mandado de prisão por suposto envolvimento no caso Odebrecht.

## Nascimentos

### Anterior ao século XIX
- 1271 — Joana I de Navarra, rainha consorte da França (m. 1305).
- 1277 — Miguel IX Paleólogo, imperador bizantino (m. 1320).
- 1455 — Andrea Gritti, Doge de Veneza (d. 1538)
- 1497 — Pedro de Valdivia, conquistador espanhol (m. 1553).
- 1573 — Maximiliano I, Eleitor da Baviera (m. 1651).
- 1586 — John Ford, poeta e dramaturgo inglês (m. 1639).
- 1598 — Giovanni Battista Riccioli, jesuíta e astrônomo italiano (m. 1671).
- 1620 — Marguerite Bourgeoys, religiosa e santa católica francesa (m. 1700).
- 1621 — Henry Vaughan, físico, escritor e poeta britânico (m. 1695).
- 1734 — Taksin, rei tailandês (m. 1782).
- 1741 — Samuel Chase, advogado e juiz estadunidense (m. 1811).

- 1748 — Charles Blagden, físico britânico (m. 1820).
- 1770 — Mahlon Dickerson, jurista e político estadunidense (m. 1853).
- 1788 — Edwin Atherstone, escritor e poeta britânico (m. 1872).
- 1794 — Carl Friedrich Philipp von Martius, botânico alemão (m. 1868).

### Século XIX
- 1814 — August Heinrich Rudolf Grisebach, botânico alemão (m. 1879).
- 1815 — Teresa de Nassau-Weilburg (m. 1871).
- 1816 — Samuel Austin Allibone, escritor e bibliógrafo estadunidense (m. 1889).
- 1823 — Henrique de Bourbon (m. 1870).
- 1824 — Aniceto Arce Ruiz, político boliviano (m. 1906).
- 1837 — John Pierpont Morgan, banqueiro estadunidense (m. 1913).
- 1842 — Maurice Rouvier, estadista francês (m. 1911).
- 1853 — Arthur Moritz Schoenflies, matemático alemão (m. 1928).
- 1854
  - Benjamin Tucker, filósofo estadunidense (m. 1939).
  - Paul von Rennenkampf, militar russo (m. 1918).
- 1866 — Ernest Starling, fisiologista britânico (m. 1927).
- 1868 — Zdeňka Wiedermannová-Motyčková, professora e ativista tcheca (m. 1915).
- 1878 — Albert Canet, tenista francês (m. 1930).
- 1879 — Mirko de Montenegro (m. 1918).
- 1880 — Leonard Woolley, arqueólogo britânico (m. 1960).
- 1882 — Charles Brabin, cineasta e roteirista britânico (m. 1957).
- 1885 — Karen Blixen, escritora dinamarquesa (m. 1962).
- 1888 — Jan Vos, futebolista e treinador de futebol neerlandês (m. 1939).
- 1890 — Vitória Margarida da Prússia (m. 1923).
- 1893 — Marguerite Broquedis, tenista francesa (m. 1983).
- 1894 — Vivian Reed, atriz estadunidense (m. 1989).
- 1897 — Thornton Wilder, escritor e dramaturgo estadunidense (m. 1975).
- 1898 — Manoel dos Passos Barros, pastor e engenheiro brasileiro (m. 1986).
- 1899 — Aleksander Klumberg-Kolmpere, atleta estoniano (m. 1958).

### Século XX e XXI

#### 1901–1950
- 1901 — Raúl Prebisch, economista argentino (m. 1986).
- 1902 — Jaime Torres Bodet, político e escritor mexicano (m. 1974).
- 1903 — Gregor Piatigorsky, violoncelista ucraniano (m. 1976).
- 1907 — Martti Miettunen, político finlandês (m. 2002).
- 1909 — Alain Poher, político francês (m. 1996).
- 1911
  - George Seaton, roteirista, diretor, produtor e dramaturgo estadunidense (m. 1979).
  - Hervé Bazin, poeta francês (m. 1996).
- 1914
  - Sven Jacobsson, futebolista sueco (m. 1984).
  - Evelyn Furtsch, velocista estadunidense (m. 2015).
- 1915
  - Martin Clemens, militar britânico (m. 2009).
  - Joe Foss, militar, aviador e político estadunidense (m. 2003).
- 1916 — Sirimavo Bandaranaike, política cingalesa (m. 2000).
- 1917 — Roberto Campos, economista, político e diplomata brasileiro (m. 2001).
- 1918
  - Gregório Warmeling, bispo brasileiro (m. 1997).
  - William Holden, ator estadunidense (m. 1981).
- 1919 — Chavela Vargas, cantora, compositora e atriz costarriquenha (m. 2012).
- 1922 — Max Nunes, humorista, médico e polímata brasileiro (m. 2014).
- 1923 — Lindsay Anderson, cineasta britânico (m. 1994).
- 1924 — Donald Richie, escritor e crítico de cinema estadunidense (m. 2013).
- 1925
  - Art Larsen, tenista estadunidense (m. 2012).
  - René Moawad, político libanês (m. 1989).
- 1927 — Margot Honecker, política alemã (m. 2016).
- 1928 — Nguyễn Văn Thuận, religioso vietnamita (m. 2002).
- 1929
  - Odete Lara, atriz brasileira (m. 2015).
  - Mariama Bâ, escritora e líder feminista senegalesa (m. 1981).
  - Karl-Erik Palmér, futebolista sueco (m. 2015).
- 1931 — Benedito Ruy Barbosa, publicitário, jornalista e dramaturgo brasileiro.
- 1933 — Joachim Kroll, assassino em série alemão (m. 1991).
- 1934
  - Don Kirshner, compositor e produtor musical estadunidense (m. 2011).
  - Brian Gubby, ex-automobilista britânico.
- 1937 — Ferdinand Piëch, empresário austríaco (m. 2019).
- 1940
  - Jacyr Francisco Braido, religioso brasileiro.
  - Yvonne Blake, atriz e estilista britânica (m. 2018).
  - Claire Bretécher, desenhista francesa (m. 2020).
  - Rony Cócegas, humorista brasileiro (m. 1999).
  - Ira von Fürstenberg, atriz, designer e socialite italiana (m. 2024).
- 1942
  - David Bradley, ator britânico.
  - Moishe Postone, historiador canadense (m. 2018).
- 1943 — Roy Estrada, músico estadunidense.
- 1944
  - José Roberto Batochio, político brasileiro.
  - Lois Diéguez, escritor e político espanhol.
- 1945 — Ednardo, cantor e compositor brasileiro.
- 1946
  - Georges Köhler, biólogo alemão (m. 1995).
  - Maria José de Lancastre, professora, editora e crítica literária portuguesa.
- 1947
  - Leonardo Sullivan, cantor e compositor brasileiro.
  - Linda Martin, cantora e apresentadora de televisão irlandesa.
- 1948
  - Jan Hammer, músico e compositor tcheco.
  - Pekka Vasala, ex-meio-fundista finlandês.
- 1949 — Zbigniew Gut, futebolista polonês (m. 2010).
- 1950
  - David Pinheiro, ator e humorista brasileiro.
  - L. Scott Caldwell, atriz estadunidense.
  - Jean-Jacques Milteau, músico francês.

#### 1951–2002
- 1951
  - Olivia Hussey, atriz britânica (m. 2024).
  - Hyldon, cantor e compositor brasileiro.
  - Horst Hrubesch, ex-futebolista e treinador de futebol alemão.
  - Julio César Franco, médico e político paraguaio.
  - Jan Mattsson, ex-futebolista sueco.
- 1952
  - Rubén Toribio Díaz, ex-futebolista peruano.
  - Željko Ražnatović, militar sérvio (m. 2000).
- 1954
  - Riccardo Patrese, ex-automobilista italiano.
  - Roddy Piper, wrestler e ator estadunidense (m. 2015).
  - Lincoln Olivetti, compositor brasileiro (m. 2015).
  - DeWayne McKnight, músico norte-americano.
  - Michael Sembello, músico estadunidense.
- 1955
  - Louise Cardoso, atriz brasileira.
  - Kristine Sutherland, atriz norte-americana.
- 1957 — Nick Hornby, escritor e compositor britânico.
- 1958 — Alex Saba, músico brasileiro.
- 1959
  - Jean Ravelonarivo, militar e político malgaxe.
  - Peter Doig, pintor britânico.
  - Sean Bean, ator britânico.
- 1960
  - Batoré, humorista e político brasileiro (m. 2022).
  - Didier Burkhalter, político suíço.
- 1961
  - Rubén Insúa, ex-futebolista e treinador de futebol argentino.
  - Carlo Rota, ator britânico.
- 1962
  - Henrique Pires, ator e produtor brasileiro.
  - Lela, ex-futebolista brasileiro.
- 1963 — Joel Murray, ator estadunidense.
- 1964
  - Maynard James Keenan, músico, cantor, compositor, produtor musical e ator estadunidense.
  - Lela Rochon, atriz estadunidense.
  - Andrei Borisenko, astronauta russo.
- 1965
  - William Mapother, ator estadunidense.
  - Chuck Biscuits, músico canadense.
- 1967
  - Henry Ian Cusick, ator peruano.
  - Liz Phair, cantora, compositora e guitarrista estadunidense.
- 1968
  - Eric Lamaze, hipista canadense.
  - Adam McKay, ator, diretor, produtor de cinema e roteirista norte-americano.
- 1969 — Paulo Jackson Nóbrega de Sousa, arcebispo brasileiro.
- 1970
  - Márcio Garcia, ator e apresentador de televisão brasileiro.
  - Roberto Sosa, ator mexicano.
  - Pascale Arbillot, atriz francesa.
  - Redman, rapper, produtor musical e ator estadunidense.
- 1971
  - José Francisco Cevallos, ex-futebolista, dirigente esportivo e político equatoriano.
  - Francisco Lima, ex-futebolista e treinador de futebol brasileiro.
  - Piracaia, ex-futebolista brasileiro.
- 1972
  - Jennifer Garner, atriz estadunidense.
  - Cristian Traverso, ex-futebolista argentino.
  - Yuichi Nishimura, árbitro de futebol japonês.
  - Juanjo Cañas, ex-futebolista espanhol.
  - Celso Guerrero, ex-futebolista paraguaio.
- 1973
  - Theo Ratliff, ex-jogador de basquete estadunidense.
  - Juan Carlos Franco, ex-futebolista paraguaio.
  - Ross Aloisi, ex-futebolista australiano.
  - Kenneth Carlsen, ex-tenista dinamarquês.
- 1974
  - Victoria Beckham, cantora, empresária e designer de moda britânica.
  - Mikael Åkerfeldt, músico sueco.
  - Flávia Garrafa, atriz brasileira.
- 1975
  - Stefano Fiore, ex-futebolista italiano.
  - Wender, ex-futebolista e treinador de futebol brasileiro.
  - Gabriel Soto, ator mexicano.
- 1976
  - Victor Quintana, ex-futebolista paraguaio.
  - Monet Mazur, atriz e modelo estadunidense.
  - Sizzla, cantor jamaicano.
  - Vladimir Samsonov, mesa-tenista bielorrusso.
- 1978
  - Juan Castillo, ex-futebolista uruguaio.
  - Juliana Baroni, atriz brasileira.
  - Satoshi Yamaguchi, ex-futebolista japonês.
- 1979
  - Rodrigo Santana, ex-jogador de vôlei e político brasileiro.
  - José Serpa, ciclista colombiano.
- 1980
  - Céu, cantora e compositora brasileira.
  - Fabián Vargas, ex-futebolista argentino.
  - Ricardo Trigueño Foster, ex-futebolista guatemalteco.
  - Alaina Huffman, modelo e atriz canadense.
  - Nicholas D'Agosto, ator estadunidense.
- 1981
  - Yuri Zhevnov, ex-futebolista bielorrusso.
  - Charlie Hofheimer, ator estadunidense.
  - Fahrudin Mustafić, ex-futebolista singapurense.
  - Michael Mifsud, ex-futebolista maltês.
- 1982
  - Bruno Ferrari, ator brasileiro.
  - Tyron Woodley, lutador e ator estadunidense.
  - Lee Joon-gi, ator, dançarino, cantor e modelo sul-coreano.
- 1983
  - Robert Wagner, ex-ciclista alemão.
  - Lyndsie Fogarty, canoísta australiana.
- 1984
  - Steven Pruitt, editor Wikipedista americano.
  - Paul-Henri de Le Rue, ex-snowboarder francês.
  - Rosanna Davison, modelo e atriz irlandesa.
  - Francis Crippen, nadador estadunidense (m. 2010).
- 1985
  - Jo-Wilfried Tsonga, ex-tenista francês.
  - Evandro Soldati, modelo brasileiro.
  - Takuya Honda, ex-futebolista japonês.
  - Rooney Mara, atriz estadunidense.
- 1986
  - Radamés Furlan, ex-futebolista brasileiro.
  - Romain Grosjean, automobilista francês.
  - Ilsey Juber, cantora e compositora norte-americana.
  - Yazaldes Nascimento, velocista são-tomense.
  - Shunsuke Fukuda, futebolista japonês.
- 1987
  - Mehdi Benatia, ex-futebolista marroquino.
  - Jacqueline MacInnes Wood, atriz e cantora canadense.
  - Janine van Wyk, futebolista sul-africana.
- 1988
  - Charlie Sheringham, futebolista britânico.
  - Andrei Aramnau, halterofilista bielorrusso.
- 1989
  - Avi Kaplan, cantor estadunidense.
  - Fabio Leimer, automobilista suíço.
  - Louise D'Tuani, atriz brasileira.
  - Charles Aránguiz, futebolista chileno.
- 1990
  - Vander, futebolista brasileiro.
  - Sol Rodríguez, atriz, modelo e cantora argentina.
  - Gina Mantegna, atriz estadunidense.
  - Valère Germain, futebolista francês.
  - Alexander Belonogoff, remador australiano.
- 1991 — Dzyanis Palyakow, futebolista bielorrusso.
- 1992
  - Shkodran Mustafi, ex-futebolista alemão.
  - Jasper Stuyven, ciclista belga.
- 1993
  - Patricio Gabarrón, futebolista espanhol.
  - Race Imboden, esgrimista e modelo norte-americano.
- 1995
  - Seiloni Iaruel, futebolista vanuatuense.
  - Phoebe Dynevor, atriz britânica.
  - Moritz Jahn, ator e músico alemão.
  - Cyle Larin, futebolista canadense.
- 1996
  - Dee Dee Davis, atriz estadunidense.
  - Aitor Embela, futebolista guinéu-equatoriano.
  - Gianluca Mancini, futebolista italiano.
- 1997 — Philipp Ochs, futebolista alemão.
- 1999
  - Nicolas Claxton, jogador de basquete virginense.
  - Mohammed Salisu, futebolista ganês.
  - Eros Mancuso, futebolista argentino.
  - Matthew Richardson, ciclista australiano.
- 2000 — Stephanie Soares, jogadora de basquete brasileira.

### Século XXI
- 2001 — Shin Ryu-jin, cantora sul-coreana.
- 2002 — Darci Shaw, atriz britânica.
- 2005 — Antonio Nusa, futebolista norueguês.
- 2007 — Álvaro Montoro, futebolista argentino.

## Mortes

### Anterior ao século XIX
- 0485 — Proclo, filósofo grego (n. 412).
- 0818 — Bernardo de Itália, rei dos lombardos (n. 797).
- 0858 — Papa Bento III (n. 810).
- 1080 — Haroldo III da Dinamarca, rei da Dinamarca (n. 1040).
- 1111 — Roberto de Molesme, monge francês (n. 1029).
- 1321 — Branca de Portugal, infanta portuguesa (n. 1259).
- 1355 — Marino Faliero, 55.º doge de Veneza (n. 1285).
- 1539 — Jorge, Duque da Saxônia (n. 1471).
- 1574 — Joachim Camerarius, humanista e poeta alemão (n. 1500).
- 1675 — Marie-Madeleine de Vignerot de Pontcourlay, salonnière francesa (n. 1604).
- 1695 — Juana Inés de la Cruz, poetisa e escritora mexicana (n. 1651).
- 1790 — Benjamin Franklin, político, inventor e diplomata norte-americano (n. 1706).

### Século XIX
- 1807 — Leopoldina de Saboia-Carignano, princesa italiana (n. 1744).
- 1839 — Maria Frederica de Hesse-Cassel, duquesa de Anhalt-Bernburgo (n. 1768).
- 1884 — Thomas Gold Appleton, escritor e artista norte-americano (n. 1812).

### Século XX
- 1988 — Linda Batista, atriz brasileira (n. 1919).
- 1991 — Tadeusz Pietrzykowski, boxeador polonês (n. 1917).
- 1993 — Turgut Özal, político turco (n. 1927).
- 1996 — João Batista Costa, bispo brasileiro (n. 1902).
- 1998 — Linda McCartney, fotógrafa, cantora e ativista americana (n. 1941).
- 1997 — Chaim Herzog, político israelense (n. 1918).

### Século XXI
- 2001 — Leonid Ostrovskiy, futebolista letão (n. 1936).
- 2003
  - Earl King, cantor e compositor estadunidense (n. 1934).
  - Robert Atkins, médico estado-unidense (n. 1930).
  - Paul Getty, filantropo britânico (n. 1932).
- 2006 — Aloísio Boeing, presbítero católico brasileiro (n. 1913).
- 2007 — Nair Bello, atriz brasileira (n. 1931).
- 2010 — Lady Laura, costureira brasileira (n. 1914).
- 2013 — Carlos Graça, médico e político são-tomense (n. 1931).
- 2014
  - Gabriel García Márquez, escritor, jornalista, editor, ativista e político colombiano (n. 1927).
  - Henry Maksoud, empresário brasileiro (n. 1929).
- 2018 — Barbara Bush, primeira-dama estadunidense (n. 1925).
- 2019
  - Alan García, advogado e político peruano (n. 1949).
  - Gastone Righi, advogado, empresário e político brasileiro (n. 1935).
- 2020 — Filipe Duarte, ator e dublador português (n. 1973).

## Feriados e eventos cíclicos

### Internacional
- Dia Mundial do Hemofílico
- Dia da Cidadania Americana - Estados Unidos
- Dia Nacional da Síria

### Brasil
- Dia Nacional da Botânica
- Dia Nacional de Luta pela Reforma Agrária
- Fundação da cidade de Bacabal, Maranhão.
- Aniversário do município de Jarinu, São Paulo.
- Aniversário da cidade de Ji-Paraná, Rondônia
- Aniversário do município de Taquara, Rio Grande do Sul.

### Portugal
- Feriado municipal de Almodôvar

### Cristianismo
- Battista Mantovano
- Kateri Tekakwitha
- Papa Aniceto

## Outros calendários
- No calendário romano era o 15.º dia (XV) antes das calendas de maio.
- No calendário litúrgico tem a letra dominical B para o dia da semana.
- No calendário gregoriano a epacta do dia é xii.